# Државни атеизам
Државни атеизам или атеистичка држава је инкорпорација снажног атеизма или нонтеизма у политичке режиме. Сматра се супротношћу теократији и може се односити и на велике покушаје секуларизације од стране влада. У одређеној мери, то је однос религије и државе који је обично идеолошки повезан са ирелигијом и промоцијом ирелигије или атеизма. Државни атеизам се може односити на владину промоцију антиклерикализма, који се противи верској институционалној моћи и утицају у свим аспектима јавног и политичког живота, укључујући и учешће религије у свакодневном животу грађана. У неким случајевима, верски симболи и јавне праксе које су некада држале религије замењене су њиховим секуларизованим верзијама. Државни атеизам се у овим случајевима сматра политички неутралним према религији, па се стога често сматра не-секуларним.
Већина комунистичких држава је следила сличне политике од 1917. године па надаље. Совјетски Савез (1922–1991) имао је дугу историју државног атеизма, при чему су они који су тежили друштвеном успеху углавном морали да исповедају атеизам и држе се подаље од верских објеката; овај тренд је постао посебно милитантан током средине стаљинистичке ере, која је трајала од 1929. до 1953. У Источној Европи, земље попут Бугарске, Источне Немачке и Чехословачке доживеле су снажне политике државног атеизма. Совјетски Савез је покушавао да сузбије јавно верско изражавање на широким подручјима свог утицаја, укључујући места као што је Централна Азија. Тренутно, Кина, Северна Кореја, и Вијетнам, су званично атеистичке... Куба је била атеистичка држава до 2019. године, када је променом устава проглашена секуларном државом.
Насупрот томе, секуларна држава званично тврди да је неутрална у питањима религије; не подржава ни религију, ни ирелигију. У прегледу 35 европских држава из 1980. године, 5 држава је сматрано „секуларним“ у смислу верске неутралности, 9 је сматрано „атеистичким“, а 21 држава је сматрана „религиозном“.

## Земље које тренутно практикују државни атеизам
- Народна Република Кина
- Демократска Народна Република Кореја
- Социјалистичка Република Вијетнам

## Земље које су раније практиковале државни атеизам

### Европа
- Чехословачка Социјалистичка Република од 1960.
- Немачка Демократска Република
- Народна Република Мађарска (de facto, званично секуларна)
- Народна Република Пољска
- Народна Социјалистичка Република Албанија
- Народна Република Бугарска (de facto, званично секуларна)
- Социјалистичка Република Румунија
- Социјалистичка Федеративна Република Југославија (de facto, званично секуларна)
- Совјетски Савез (de facto, званично секуларна)

### Азија
- Демократска Република Авганистан (de facto, званично муслиманска)
- Демократска Кампућија
- Монголска Народна Република
- Народна Демократска Република Јемен (de facto, званично муслиманска)
- Туванска Народна Република

### Африка
- Народна Демократска Република Етиопија
- Народна Република Ангола
- Народна Република Бенин
- Народна Република Конго

### Кариби
- Република Куба од 1959. до 1992.

## Комунистичке државе
Комунистичка држава је држава са обликом владавине који се карактерише једнопартијском владавином или владавином доминантне партије комунистичке партије која исповеда оданост лењинистичкој или марксистичко-лењинистичкој комунистичкој идеологији као водећем принципу државе. Оснивач и примарни теоретичар марксизма, немачки мислилац 19. века Карл Маркс, имао је амбивалентан став према религији, коју је сматрао „опијумом за народ“, истовремено „уздахом“ и извором моралне снаге „потлаченог створења“ против њихове патње. За Маркса, религија није била идеолошки израз оних на власти, и није сматрао да је треба укинути. Уместо тога, видео је комунистичку државу као стварање услова у којима утеха коју пружа религија неће бити потребна. У марксистичко-лењинистичкој интерпретацији марксистичке теорије, коју је првенствено развио руски револуционар Владимир Лењин, атеизам произилази из њеног дијалектичког материјализма и покушава да објасни и критикује религију.
Лењин наводи:
Религија је опијум за народ — ова Марксова изрека је камен темељац целокупног марксистичког погледа на религију. Марксизам је увек сматрао све модерне религије и цркве, и сваку верску организацију, инструментима буржоаске реакције који служе за одбрану експлоатације и збуњивање радничке класе.
Иако су Маркс и Лењин били атеисти, постоје различите верске комунистичке групе, укључујући хришћанске комунисте.
Џулијан Багини посвећује поглавље своје књиге Атеизам: Веома кратак увод расправи о политичким системима 20. века, укључујући комунизам и политичку репресију у Совјетском Савезу. Багини тврди да је „совјетски комунизам, са својим активним угњетавањем религије, искривљавање оригиналног марксистичког комунизма, који није заговарао угњетавање религиозних“. Багини даље тврди да је „фундаментализам опасност у сваком систему веровања“ и да „најверодстојнији политички израз атеизма... има облик државног секуларизма, а не државног атеизма“.

### Совјетски Савез
Државни атеизам (рус. госатеизм, слоговна скраћеница од „государство“ [држава] и „атеизм“ [атеизам]) био је главни циљ званичне совјетске идеологије. Овај феномен, који је трајао седам деценија, био је нов у светској историји. Комунистичка партија се бавила различитим активностима као што су уништавање верских објеката, погубљење верских вођа, преплављивање школа и медија антирелигијском пропагандом и пропагирала „научни атеизам“. Тежила је да религија нестане на различите начине. Тако је СССР постао прва држава која је имала као један од циљева своје званичне идеологије елиминацију постојеће религије и спречавање будућег усађивања верских уверења, са циљем успостављања државног атеизма (госатеизм).
Након Руског грађанског рата, држава је користила своје ресурсе да заустави усађивање верских уверења код неверника и уклони „предреволуционарне остатке“ који су још увек постојали. Бољшевици су били посебно непријатељски расположени према Руској православној цркви (која је подржавала Бели покрет током Руског грађанског рата) и видели су је као поборника царистичке аутократије. Током колективизације земље, православни свештеници су делили памфлете у којима се тврдило да је совјетски режим Антихрист који долази да стави „ђавољи жиг“ на сељаке, и подстицали су их да се одупру влади. Политичка репресија у Совјетском Савезу је била широко распрострањена, и док је верски прогон примењиван на бројне религије, антирелигијске кампање режима су често биле усмерене против одређених религија на основу државних интереса. Став у Совјетском Савезу према религији варирао је од прогона неких религија до тога да се друге не забрањују.
Од касних 1920-их до касних 1930-их, организације као што је Савез милитантних безбожника исмевале су све религије и узнемиравале вернике. Савез је био „номинално независна организација коју је основала Комунистичка партија да промовише атеизам“. Објављивала је сопствене новине и часописе, спонзорисала предавања и организовала демонстрације које су исмевале религију и промовисале атеизам. Антирелигијска и атеистичка пропаганда је спровођена у сваком делу совјетског живота од школа до медија, па чак и до замене ритуала којима би се заменили верски. Иако је Лењин првобитно увео грегоријански календар Совјетима, накнадни напори да се реорганизује недеља ради побољшања продуктивности радника довели су до увођења совјетског календара, што је имало споредни ефекат да ће „празник ретко пасти у недељу“.
У року од око годину дана од револуције, држава је експроприсала сву црквену имовину, укључујући и саме цркве, а у периоду од 1922. до 1926. убијено је 28 руских православних епископа и више од 1.200 свештеника (много већи број је био изложен прогону). Већина богословија је затворена, а објављивање верских списа је забрањено. Састанак Антирелигијске комисије Централног комитета Свесавезне комунистичке партије (бољшевика) одржан 23. маја 1929. проценио је удео верника у СССР-у на 80 одсто, иако је овај проценат можда потцењен да би се доказала успешност борбе против религије. Руска православна црква, која је пре Првог светског рата имала 54.000 парохија, до 1940. је сведена на 500. Свеукупно, до те исте године 90 одсто цркава, синагога и џамија које су радиле 1917. године било је или насилно затворено, пренамењено или уништено.
Од краја совјетске ере, Русија, Јерменија, Казахстан, Узбекистан, Туркменистан, Киргистан, Таџикистан, Белорусија, Молдавија, Грузија, Украјина и Литванија имају различите верске припадности. Руси су се првенствено вратили идентификовању са Православном црквом; до 2008. године 72% Руса се изјашњавало као православци - што је пораст са 31% у 1991. години. Међутим, професор Нилс Кристијан Нилсен са Универзитета Рајс, који се бави филозофијом и верском мишљу, написао је да је постсовјетско становништво у областима које су раније биле претежно православне сада „скоро неписмено у погледу религије“, готово потпуно лишено интелектуалних или филозофских аспеката своје вере и нема готово никакво знање о другим верама.
Јосиф Стаљин је 1928. године основао Јеврејску аутономну област, поступајући по идеји коју је предложио Лењин како би се јеврејском становништву у Русији дала већа лична аутономија, као одштета за антисемитизам у Руској империји. Упоредо са давањем јеврејске аутономије, Стаљин је дозволио и шеријатски закон у већински муслиманским земљама Совјетског Савеза. „Совјетска влада сматра да је шеријат, као обичајно право, потпуно овлашћен као и право било ког другог народа који насељава Русију“ (изјава Стаљина током Конгреса народа Дагестана, аутономне републике у Русији). Члан 135. Устава Совјетског Савеза из 1936. штити појединце од верске дискриминације.

### Албанија
Енвер Хоџа, шеф државе Албаније, прогласио је 1967. године Албанију „првом атеистичком државом на свету“, иако је Совјетски Савез под Лењином већ био de facto атеистичка држава. Марксистичко-лењинистичке власти у Албанији тврдиле су да је религија страна Албанији и користиле су то да оправдају своју политику државног атеизма и сузбијања религије. Овај национализам је такође коришћен да оправда комунистички став државног атеизма од 1967. до 1991. године.
Члан 37. Устава Албаније из 1976. године предвиђао је: „Држава не признаје ниједну религију и подржава атеистичку пропаганду како би усадила научни материјалистички поглед на свет у људе.“
Католички свештеник Штјефен Курти погубљен је због тајног крштења детета у Скадру 1972. године.
Године 1990. укинута је политика државног атеизма. Устав Албаније из 1998. дефинисао је земљу као парламентарну републику и успоставио лична и политичка права и слободе, укључујући заштиту од принуде у питањима верског уверења. Албанија је држава чланица Организације исламске сарадње, а попис из 2011. године показао је да 58,79% Албанаца припада исламу, што га чини највећом религијом у земљи. Већина албанских муслимана су секуларни сунити, уз значајну бекташијску шиитску мањину. Хришћанство практикује 16,99% становништва, што га чини другом највећом религијом у земљи. Преостало становништво је или нерелигиозно или припада другим верским групама. Године 2011, становништво Албаније је процењено на 56,7% муслимана, 10% римокатолика, 6,8% православаца, 2,5% атеиста, 2,1% бекташија (суфијски ред), 5,7% осталих, док је 16,2% било неизјашњено. У Галуповим глобалним извештајима за 2010. годину, на питање да ли је религија важан део свакодневног живота, 39% Албанаца је одговорило са „да“, а 53% са „не“, што је Албанију сврстало у најнижи квартил земаља рангираних по одговорима „да“. Стејт департмент САД извештава да 2013. године „није било извештаја о друштвеним злоупотребама или дискриминацији на основу верске припадности, уверења или праксе“.

### Камбоџа
Црвени Кмери су активно прогонили будисте током своје владавине Камбоџом од 1975. до 1979. Будистичке институције и храмови су уништени, а будистички монаси и учитељи су убијани у великом броју. Трећина манастира у земљи је уништена заједно са бројним светим текстовима и предметима високе уметничке вредности. Режим је масакрирао 25.000 будистичких монаха, а држава је званично била атеистичка. Прогон је предузет јер је Пол Пот веровао да је будизам „декадентна афектација“. Тежио је да елиминише 1500 година стар траг будизма у Камбоџи.
Под Црвеним Кмерима, све верске праксе су биле забрањене. Према Бену Кирнану, „Црвени Кмери су сузбијали ислам, хришћанство и будизам, али је њихова најжешћа кампања истребљења била усмерена против етничке чамске муслиманске мањине.“

### Кина
Кина је усвојила политику званичног државног атеизма. Члан 36. кинеског устава гарантује слободу вероисповести, али дозвољава практиковање религије само члановима организација које је одобрила држава. Влада је промовисала атеизам широм земље. У априлу 2016, генерални секретар Си Ђинпинг изјавио је да чланови Комунистичке партије Кине морају бити „непоколебљиви марксистички атеисти“; истог месеца, владина екипа за рушење прешла је булдожером преко двоје кинеских хришћана који су протестовали против рушења своје цркве одбијајући да се помере, што је довело до смрти жене. Два члана екипе за рушење цркве касније је привела полиција.
Традиционално, велики део кинеског становништва практиковао је кинеске народне религије и конфучијанизам, таоизам и будизам. Као резултат тога, све ове религије су играле значајну улогу у свакодневном животу обичних људи. Након Кинеске револуције 1949., на власт је дошла Комунистичка партија Кине. Током већег дела своје ране историје, та влада је, у складу са марксистичком мишљу, тврдила да ће религија на крају нестати, и карактерисала је као симбол феудализма и страног колонијализма. Током Културне револуције, студентски осветници познати као Црвена гарда претварали су верске објекте у зграде које су коришћене у секуларне сврхе или су их уништавали. Међутим, овај став се значајно ублажио крајем 1970-их, током периода реформи и отварања. Устав Народне Републике Кине из 1978. гарантовао је слободу вероисповести са низом ограничења. Од тада је спроведен огроман програм обнове будистичких и таоистичких храмова који су уништени у Културној револуцији.
КПК је изјавила да су верска уверења и чланство у њој неспојиви и захтева да њени чланови буду атеисти. Партијски прописи наводе да се верским члановима треба дати шанса да се одрекну својих уверења и да буду искључени ако то не учине. Међутим, држави није дозвољено да присиљава обичне грађане да постану атеисти. Пет званично одобрених верских организација у Кини су Будистичка асоцијација Кине, Кинеска таоистичка асоцијација, Исламска асоцијација Кине, Патриотски покрет три сопства и Кинеско патриотско католичко удружење. Овим групама се пружа одређени степен заштите, али су подложне ограничењима и контроли под Државном управом за верска питања. Нерегистроване верске групе суочавају се са различитим степеном узнемиравања. Устав дозвољава оно што се назива „нормалним верским активностима“, под условом да не укључују употребу религије за „укључивање у активности које нарушавају друштвени поредак, нарушавају здравље грађана или ометају образовни систем државе. Верске организације и верски послови нису подложни никаквој страној доминацији.“
Члан 36. Устава Народне Републике Кине из 1982. године прецизира:
Грађани Народне Републике Кине уживају слободу вероисповести. Ниједан државни орган, јавна организација или појединац не сме присиљавати грађане да верују, или не верују, у било коју религију; нити смеју дискриминисати грађане који верују, или не верују, у било коју религију. Држава штити нормалне верске активности. Нико не сме користити религију за обављање активности које нарушавају јавни ред, угрожавају здравље грађана или ометају образовни систем државе. Верска тела и верски послови нису подложни било каквој страној доминацији.
Већина људи не пријављује никакву организовану верску припадност; међутим, људи са вером у народне традиције и духовна уверења, као што су култ предака и фенг шуи, заједно са неформалним везама са локалним храмовима и незваничним кућним црквама броје се у стотинама милиона. У свом годишњем извештају о међународној верској слободи, Стејт департмент Сједињених Држава пружа статистику о организованим религијама. У 2007. години, известио је следеће (цитирајући владин извештај о верској слободи из 1997. и Белу књигу о религији из 2005):
- Будисти 8%.
- Таоисти, непознато као проценат делом зато што се практикује заједно са конфучијанизмом и будизмом.
- Муслимани, 1%, са више од 20.000 имама. Друге процене наводе да је најмање 1% становништва Кине муслиманско.
- Хришћани, протестанти, најмање 2%. Католици, око 1%.

У одређеној мери, статистике које се односе на будизам и верски таоизам су неупоредиве са статистикама за ислам и хришћанство. Ова чињеница је последица традиционалног кинеског система веровања који спаја конфучијанизам, будизам и таоизам, тако да се особа која следи традиционални систем веровања не би искључиво идентификовала као будиста или таоиста, иако би посећивала будистичка или таоистичка верска места. Према Питеру Нгу, професору на Одсеку за религију на Кинеском универзитету у Хонг Конгу, од 2002. године, 95% Кинеза је на неки начин било религиозно ако се верује да религија укључује традиционалне народне праксе као што су паљење тамјана за богове или претке на животним или сезонским фестивалима, прорицање судбине и сродне обичајне праксе.
Стејт департмент САД је од 1999. године означио Кину као „земљу од посебног значаја“. Freedom House класификује Тибет и Синђанг као регионе са посебном репресијом религије, због забринутости у вези са сепаратистичким активностима. Хајнер Билефелт, специјални известилац УН за слободу вероисповести или уверења, каже да су акције Кине против Ујгура „велики проблем“. Кинеска влада је осудила извештај, наводећи да Кина има „обилну“ верску слободу.

### Куба
До 1992. године, Куба је званично била атеистичка држава.
У августу 1960. године, неколико бискупа потписало је заједничко пасторално писмо у којем се осуђује комунизам и проглашава неспојивим са католицизмом, позивајући католике да га одбаце. Фидел Кастро је сутрадан одржао четворосатни говор, осуђујући свештенике који служе „великом богатству“ и користећи страхове од фалангистичког утицаја како би напао свештенике шпанског порекла, изјављујући: „Нема сумње да Франсиско Франко има значајну групу фашистичких свештеника на Куби.“
Првобитно толерантнија према религији, кубанска влада почела је да хапси многе вернике и затвара верске школе након инвазије у Заливу свиња. Њени затвори су се пунили свештенством од 1960-их. Године 1961, кубанска влада је конфисковала католичке школе, укључујући и језуитску школу коју је похађао Фидел Кастро. Године 1965. протерала је две стотине свештеника.
Године 1976, Устав Кубе је додао клаузулу која наводи да „социјалистичка држава... своју активност заснива на, и образује народ у, научном материјалистичком концепту универзума“. Устав из 1976. такође је наводио да кубанска влада „признаје и гарантује слободу савести, право свакога да исповеда било које верско уверење и да практикује, уз поштовање закона, богослужење по свом избору.“ Године 1992, распад Совјетског Савеза довео је до тога да се земља прогласи секуларном државом. Папа Јован Павле II допринео је кубанском отопљавању када је 1998. године обавио историјску посету острву и критиковао амерички ембарго. Папа Бенедикт XVI посетио је Кубу 2012. а папа Фрања је посетио Кубу 2015. године. Кубанска влада наставила је са непријатељским акцијама против верских група; само у 2015. години наредила је затварање или рушење преко 100 пентекосталних, методистичких и баптистичких парохија, према извештају Christian Solidarity Worldwide. Иако Устав Кубе сада признаје слободу вероисповести, закон је и даље нејасан по питању изградње цркава. Ова нејасноћа омогућила је властима у неким областима да забране изградњу нових цркава, али су дозвољавале вођење служби у својим домовима и у верским објектима изграђеним пре Кубанске револуције. Упркос потешкоћама у изградњи нових цркава, дошло је до процвата евангелистичких богослужења, са десетинама хиљада Кубанаца који несметано врше богослужење широм острва сваке недеље.

### Источна Немачка
Иако члан 39. устава ДДР-а из 1968. гарантује верску слободу, политика државе била је усмерена на промоцију атеизма. Источна Немачка је практиковала тешку секуларизацију. Немачка Демократска Република (ДДР) је деценијама доносила антирелигијске прописе и промовисала атеизам, што је утицало на раст броја грађана који се нису повезивали ни са једном религијом са 7,6% 1950. на 60% 1986. године. Педесетих година 20. века научни атеизам је постао званична државна политика када су совјетске власти успостављале комунистичку владу. Од 2012. године подручје бивше Немачке Демократске Републике било је најмање религиозан регион на свету.

### Северна Кореја
Устав Северне Кореје наводи да је слобода вероисповести дозвољена. Међутим, идеологија џуче севернокорејске владе описана је као „државно санкционисани атеизам“, а атеизам је званични став владе. Према извештају ЦИА из 2018. године, слободне верске активности готово да више не постоје, а постоје владине групе које их обмањују. Комисија Сједињених Држава за међународну верску слободу навела је да је процена ситуације у Северној Кореји изазовна, али су се појавили извештаји који наводе да званичници ДНРК сузбијају верске активности, укључујући извештаје који наводе да влада формира и контролише верске организације у покушају да ограничи обављање верских активности. Године 2004, Human Rights Overview је известио да Северна Кореја остаје једна од најрепресивнијих влада, са изолацијом и занемаривањем међународног права што чини надзор готово немогућим. Након што је 1.500 цркава уништено током владавине Ким Ил Сунга од 1948. до 1994. године, у Пјонгјангу су изграђене три цркве. Страни становници који редовно присуствују службама у овим црквама известили су да су службе које се тамо обављају инсцениране за њихову корист.
Севернокорејска влада промовише култ личности Ким Џонг Ила и Ким Ил Сунга, описан као политичка религија, као и идеологију џуче, засновану на корејском ултранационализму, која позива људе да „избегавају духовну покорност спољним утицајима“, што се тумачило као укључивање религија које потичу изван Кореје. Од 2001. године, Стејт департмент САД је означио Северну Кореју као „земљу од посебног значаја“ због кршења верских слобода. Кардинал Николас Чеонг Ђин-сук је рекао: „Нема сазнања о свештеницима који су преживели прогон који је уследио крајем четрдесетих, када је убијено или киднаповано 166 свештеника и верника“, што укључује бискупа римокатоличке епархије Пјонгјанга, Франсиса Хонг Јонг-хоа. У новембру 2013, објављено је да је репресија над религиозним људима довела до јавног погубљења 80 људи, од којих су неки погубљени због поседовања Библија.
У Пјонгјангу постоји пет хришћанских цркава, три су протестантске, једна је источно-православна, а једна је католичка. Председник Ким Ил Сунг и његова мајка били су чести посетиоци Чилгол цркве, једне од протестантских цркава, а та црква се може посетити током туристичких обилазака. Хришћанске институције регулише Корејска хришћанска федерација, верска организација под контролом државе. Чондоизам је домородачка религија у Кореји, а Чондоистичка Чонгу партија је део владајућег фронта у Северној Кореји, али број чондоиста у Северној Кореји је непознат.

### Монголија
Монголска народна револуционарна партија (МНРП) пропагирала је атеизам до 1960-их. У Монголској Народној Републици, након што су је напале јапанске трупе 1936. године, Совјетски Савез је тамо распоредио своје трупе 1937, предузимајући офанзиву против будистичке религије. Паралелно са тим, покренута је чистка у стаљинистичком стилу у Народној револуционарној партији и монголској војсци. Тадашњи монголски вођа био је Хорлогин Чојбалсан, следбеник Јосифа Стаљина, који је опонашао многе политике које је Стаљин претходно спровео у Совјетском Савезу. Чистка је практично успела да елиминише тибетански будизам и коштала је око тридесет до тридесет пет хиљада живота. Више од 700 манастира је срушено.

### Вијетнам
Званично, Социјалистичка Република Вијетнам је атеистичка држава коју је прогласила њена комунистичка влада. Члан 24. устава Социјалистичке Републике Вијетнам признаје верску слободу.

## Некомунистичке државе

### Револуционарни Мексико
Чланови 3, 5, 24, 27 и 130 Мексичког устава из 1917. како су првобитно донети, укључивали су антиклерикалне одредбе и ограничавали верске слободе. Чланови су се у почетку ретко спроводили све док председник Плутарко Елијас Каљес, који је тежио да спроведе одвајање цркве и државе успостављено Уставом из 1917, није ступио на дужност 1924. године. Каљесов Мексико је окарактерисан као атеистичка држава и његов програм као усмерен на искорењивање верских пракси у Мексику током 20. века.
Дошло је до протеривања страног свештенства и експропријације црквене имовине. Члан 27. забрањивао је било какво будуће стицање такве имовине од стране цркава, и забрањивао верским корпорацијама и свештеницима да оснивају или воде основне школе. Устав из 1917. такође је забрањивао постојање монашких редова (члан 5) и верске активности изван црквених зграда (које су постале власништво владе), и налагао да такве верске активности надгледа влада (члан 24).
Дана 14. јуна 1926, председник Каљес је донео антиклерикално законодавство познато формално као Закон о реформи кривичног законика, а незванично као Каљесов закон. Његове антикатоличке акције укључивале су забрану верских редова, лишавање Цркве имовинских права и лишавање свештенства грађанских слобода, укључујући њихово право на суђење пред поротом у случајевима који укључују антиклерикалне законе и право гласа. Католичка антипатија према Каљесу је појачана због његовог гласног антикатолицизма.
Због строге примене антиклерикалних закона, људи у изразито католичким државама, посебно Халиску, Закатекасу, Гванахуату, Колими и Мичоакану, почели су да му се противе, и тај отпор је довео до рата Кристероса од 1926. до 1929, који је био окарактерисан зверствима са обе стране. Неки Кристероси су примењивали терористичке тактике, укључујући мучење и убијање наставника у јавним школама, док је мексичка влада прогонила свештенство, убијајући осумњичене Кристеросе и њихове присталице и често се светила невиним појединцима.
Примирје је договорено уз помоћ америчког амбасадора Двајта Витнија Мороуа. Каљес, међутим, кршећи његове услове, није се придржавао примирја и наредио је стрељање око 500 вођа Кристероса и 5.000 других Кристероса, често у њиховим домовима пред њиховим супружницима и децом. Посебно увредљиво за католике након наводног примирја било је Каљесово инсистирање на државном монополу на образовање, сузбијање католичког образовања и увођење социјалистичког образовања уместо њега: „Морамо ући и заузети ум детињства, ум младости.“ Прогони су се наставили док је Каљес одржавао контролу под Максиматом и нису попустили до 1940. године, када је на дужност ступио председник Мануел Авила Камачо. Покушаји елиминисања верског образовања постали су израженији 1934. године изменом члана 3. Мексичког устава, која је тежила елиминисању религије наметањем „социјалистичког образовања“, које би „поред уклањања сваке верске доктрине“ „супротстављало фанатизму и предрасудама“, „градећи у омладини рационалан и тачан концепт универзума и друштвеног живота“. Године 1946, одредбе о социјалистичком образовању су уклоњене из устава, а нови закони су промовисали секуларно образовање. Између 1926. и 1934. године убијено је најмање 40 свештеника. Тамо где је пре рата у земљи деловало 4.500 свештеника, 1934. године било је само 334 свештеника са дозволом владе да служе петнаест милиона људи, док су остали убијени, прогнани или нису добили дозволе. Године 1935, 17 држава није имало регистрованих свештеника.

### Револуционарна Француска
Француска револуција је у почетку почела нападима на корупцију у Цркви и богатство вишег свештенства, акцијом са којом су се чак и многи хришћани могли идентификовати, пошто је галиканска црква имала доминантну улогу у предреволуционарној Француској. Током двогодишњег периода познатог као Владавина терора, епизоде антиклерикализма постале су насилније него било које у модерној европској историји. Нове револуционарне власти су сузбиле Цркву, укинуле католичку монархију, национализовале црквену имовину, протерале 30.000 свештеника и убиле стотине других. У октобру 1793, хришћански календар је замењен оним који се рачунао од датума Револуције, а заказани су Фестивали слободе, разума и Врховног бића. Појавили су се нови облици моралне религије, укључујући деистички култ Врховног бића и атеистички култ Разума, при чему је револуционарна влада накратко наложила поштовање првог у априлу 1794.‍:1–17

## Људска права
Антирелигиозне државе, укључујући атеистичке државе, биле су у сукобу са међународним правом о људским правима. Члан 18 Универзалне декларације о људским правима има за циљ да заштити слободу мисли, савести и религије. Комитет УН за људска права је 1993. године изјавио да члан 18 Међународног пакта о грађанским и политичким правима „штити теистичка, нетеистичка и атеистичка уверења, као и право да се не исповеда било која религија или уверење“. Комитет је даље навео да „слобода имати или усвојити религију или уверење нужно подразумева слободу избора религије или уверења, укључујући право да се замени тренутна религија или уверење другом или да се усвоје атеистички ставови“. Потписницима конвенције је забрањено „коришћење претње физичком силом или казненим санкцијама да би приморали вернике или невернике“ да се одрекну својих уверења или да се преобрате. Упркос томе, од 2009. године мањинске религије су и даље биле прогоњене у многим деловима света.
Теодор Рузвелт је осудио Кишињевски погром 1903. године, успостављајући историју коментарисања унутрашње верске слободе страних земаља од стране америчких председника. У свом говору о стању нације 1941. године, Френклин Д. Рузвелт је изнео Четири слободе, укључујући слободу вероисповести, које ће бити темељ за Универзалну декларацију о људским правима и будуће америчке дипломатске напоре. Џими Картер је тражио од Денга Сјаопинга да побољша верску слободу у Кини, а Роналд Реган је рекао особљу америчке амбасаде у Москви да помогне Јеврејима које су малтретирале совјетске власти. Бил Клинтон је успоставио Комисију Сједињених Држава за међународну верску слободу Законом о међународној верској слободи из 1998, како би користио дипломатију за промовисање верске слободе у репресивним државама. Земље попут Албаније имале су антирелигијске политике, истовремено промовишући атеизам, што је утицало на њихова верска права.